# Bonnières-sur-Seine
Bonnières-sur-Seine este o comună franceză situată în departamentul Yvelines (78), în regiunea Île-de-France.

## Geografie

### Locație
Bonnières-sur-Seine se află la aproximativ 15 km vest de Mantes-la-Jolie și la 11 km sud-est de Vernon. Este o mică localitate industrială cu un port fluvial pe malul stâng al râului Sena, situată în concavitatea unei meandre la 66 de kilometri în aval de Paris. Această poziție strategică, în apropierea unor centre urbane importante și în apropierea râului Seine, a contribuit la dezvoltarea și importanța istorică a orașului.
Comunele limitrofe ale Bonnières-sur-Seine:
- Freneuse la nord-est,
- Rolleboise la est,
- Rosny-sur-Seine la sud-est,
- La Villeneuve-en-Chevrie și Lommoye la sud-vest,
- Notre-Dame-de-la-Mer la vest, și
- Bennecourt la nord, pe malul drept al râului Sena.

### Geologie și relief
Teritoriul comunei, relativ mic în extindere (aproape de media yvelineză de 712 hectare), se întinde pe aproximativ cinci kilometri în direcția nord-sud. La nord, include o parte joasă, situată între 20 și 30 de metri altitudine, foarte urbanizată, iar spre sud, cuprinde o parte din platoul Mantois. Este delimitat la est de un defileu adânc, valea Guyon, săpat de un pârâu afluent al râului Sena.
Acest teritoriu a rămas rural în proporție de 75%, cu o proporție semnificativă, de aproximativ 50%, de suprafețe împădurite, în principal în partea de sud-est a teritoriului, continuând din pădurea regională Rosny. Spațiul urban construit reprezintă 18% din suprafața totală și se concentrează în partea de nord a teritoriului, de-a lungul râului Sena. Zonele de activități economice acoperă 24 de hectare, în principal de-a lungul fluviului.

### Clima
În 2010, clima din comuna Bonnières-sur-Seine era de tip oceanic al câmpiilor din Centru și de Nord, conform unui studiu a CNRS care se baza pe o serie de date care acoperă perioada 1971-2000. În 2020, Météo-France a publicat o tipologie a climei din Franța metropolitană în care comuna este expusă la un climat oceanic și se încadrează în regiunea climatică sud-vestică a bazinului parizian, caracterizată prin precipitații scăzute, în special în primăvară (120 până la 150 mm) și un iarnă rece (3,5 °C).
Pentru perioada 1971-2000, temperatura medie anuală este de 10,9 °C, cu o amplitudine termică anuală de 14,4 °C. Cantitatea medie anuală de precipitații este de 691 mm, cu 11 zile de precipitații în ianuarie și 7,8 zile în iulie. Pentru perioada 1991-2020, temperatura medie anuală observată la stația meteorologică cea mai apropiată, situată în comuna Magnanville la 11 km distanță în linie dreaptă, este de 11,6 °C, iar cantitatea medie anuală de precipitații este de 641,5 mm. Pentru viitor, parametrii climatici estimati pentru comuna Bonnières-sur-Seine pentru anul 2050, conform diferitelor scenarii de emisii de gaze cu efect de seră, pot fi consultati pe un site dedicat publicat de Météo-France în noiembrie 2022.

## Urbanism

### Tipologie
Bonnières-sur-Seine este o comună urbană, deoarece face parte din comunele dense sau cu densitate intermediară, conform grilei comunale de densitate a INSEE (Institutul Național de Statistică și Studii Economice). Aceasta face parte din unitatea urbană Bonnières-sur-Seine, o aglomerație intra-departamentală care cuprinde 7 comune și avea 14.602 locuitori în 2021, din care este centrul urban.
De asemenea, comuna face parte din zona metropolitană a Parisului, fiind o comună din coroana metropolitană. Această zonă cuprinde 1.929 de comune.

### Căi de comunicație și transport
Comunicațiile rutiere sunt asigurate în principal de fostul drum național 13 Paris-Caen-Cherbourg, care traversează comuna în direcția est-vest, de la care se ramifică la limita vestică a comunei, RD 915 / RD 6015, către Rouen. Un pod rutier în două părți, sprijinit pe Marea Insulă, asigură legătura cu malul nordic al râului Sena. Spre sud, drumul departamental 37 deserveste satele de pe platou.

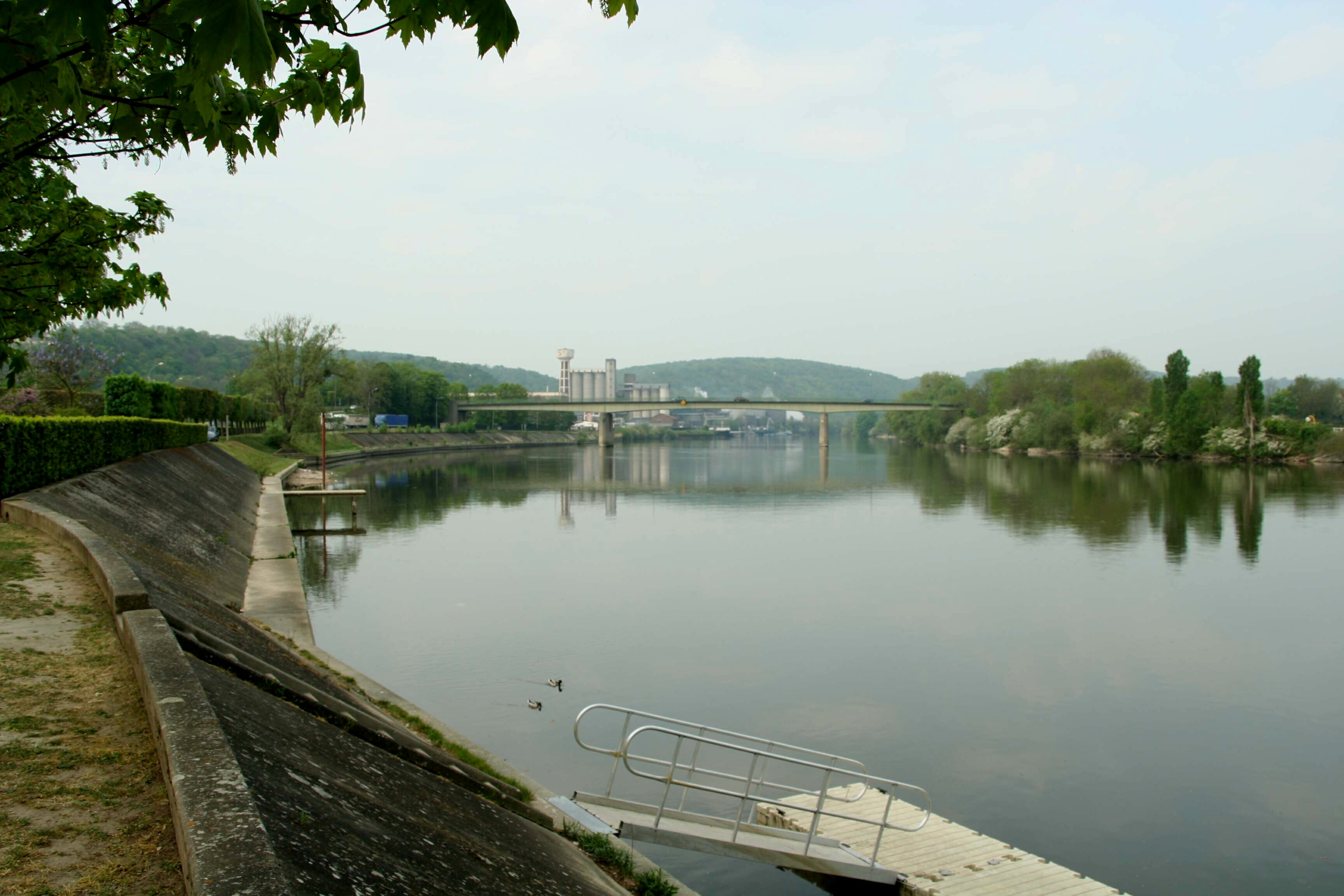
Sena si podul.

Comuna este traversată la sud de oraș de autostrada Normandiei (A 13). O intersecție oferă acces (doar către/de la Paris) în centrul Bonnières, printr-o rampă de patru kilometri care trece prin valea Guyon. Pentru legături către vest, accesul se face prin intersecția Chaufour-lès-Bonnières, accesibilă la șase kilometri vest de Bonnières pe RN 13. Deoarece Bonnières se află dincolo de peajul Buchelay, accesul în oraș este taxat din Paris, spre deosebire de restul Yvelines. Această situație, considerată de aleșii locali drept un impediment pentru dezvoltarea economică a orașului și a regiunii sale, este subiectul unui dezbateri. Se ia în considerare, printre altele, mutarea barierei de taxare către vest.

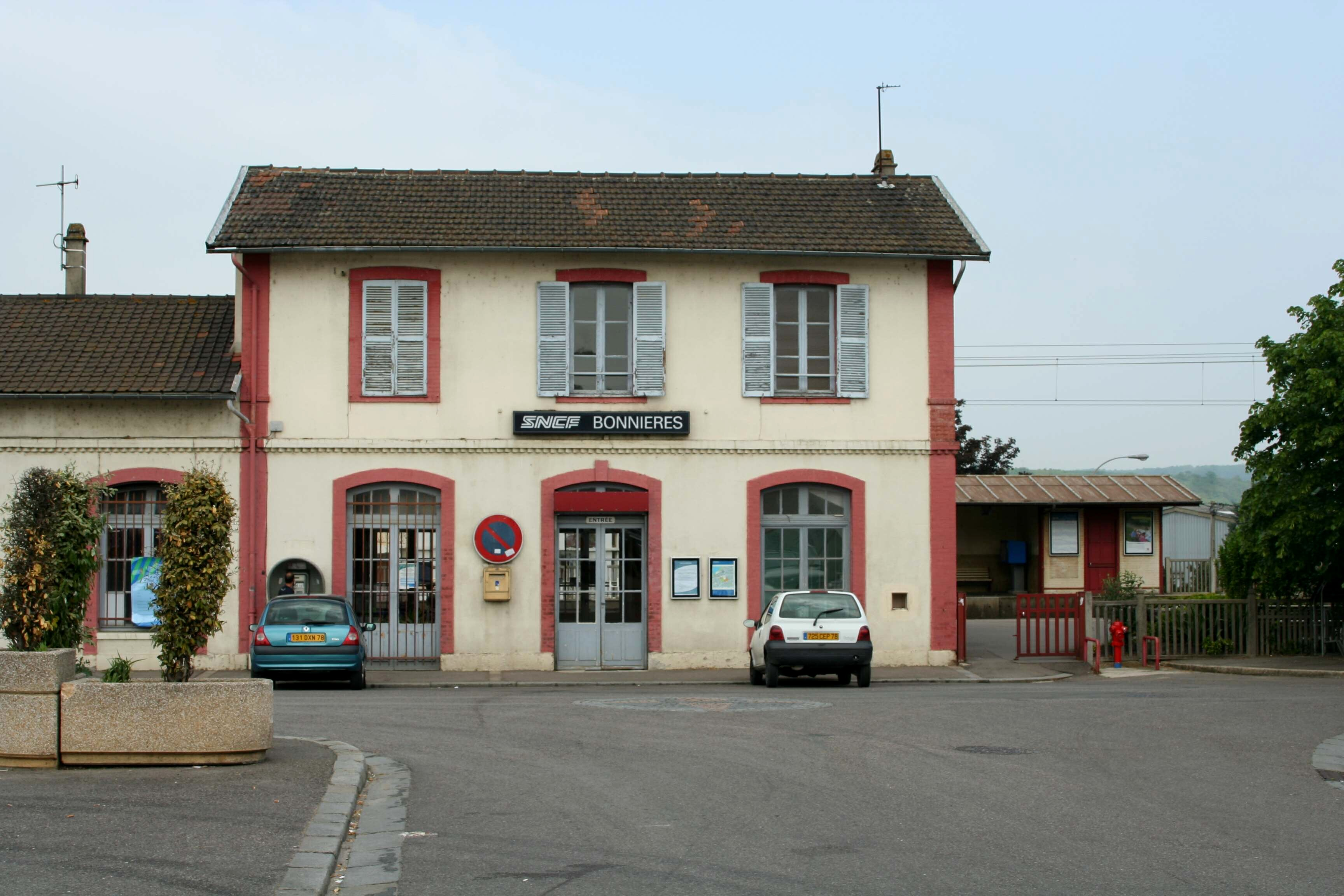
Gara.

Pe plan feroviar, linia Paris-Rouen-Le Havre traversează partea nordică a comunei, de-a lungul râului Sena. Gara Bonnières asigură legături pentru călători de tip suburban către Gara Paris Saint-Lazare prin linia J și primește trenuri TER din Normandia. O ramificație specială deserveste zona industrială.
Zona industrială dispune, de asemenea, de chei amenajate de-a lungul râului Sene canalizat.
Un traseu de mare drumeție, GR 26 (Paris-Deauville pe malul sudic al râului Sena), traverseză comuna în direcția sud-est - nord-vest. Un traseu secundar marcat îl leagă de gara locală.

## Toponimie

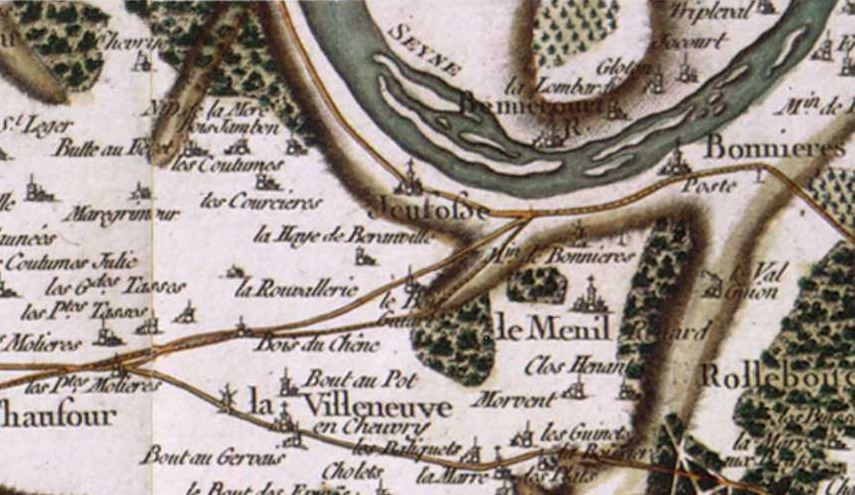
Harta Bonnieres în secolul al XVIII-lea (extras din harta lui Cassini).

Numele "Bonnières" provine din franceza veche „bonnier” (sau „bonier”), care desemna o măsură agrară în nordul Franței și în Belgia, echivalentă cu aproximativ un hectar, cu mari variații în funcție de regiuni.
Din punct de vedere etimologic, toate ipotezele fiind posibile, este plauzibil ca Bonnières să fi fost, în originile sale, un teritoriu al cărui suprafață se întindea pe un astfel de bonnier.
Sena o separă de localitatea Bennecourt.

## Istorie

### Origini
Zona a fost ocupată încă din preistorie (sit neolitic). Resturile de megaloceros au fost descoperite într-un strat arheologic datând dintr-o perioadă cuprinsă intre între -14.000 și -13.000.

### Epoca contemporană
Bonnières-sur-Seine a fost în perioada Vechiului Regim o stație pentru diligentele de pe drumul Caen-Paris.
Bonnières-sur-Seine a absorbit vechea comună Ménil-Renard în jurul anului 1794.
Bonnières a cunoscut o expansiune industrială în secolul al XIX-lea, cu rafinăria de petrol a lui Jules Micheaux (care a servit drept inspirație pentru romanul „L'Œuvre” de Émile Zola) și fabrica metalurgică Saint-Éloi a industriașului belgian Louis Piret.
Inaugurarea gării a avut loc în 1843 (linia de la Paris-Saint-Lazare la Rouen).
În revista sa satirică „Les Guêpes” din august 1845, Jean-Baptiste Alphonse Karr menționează despre tunelul de la Rolleboise: „Tunelul de la Rolleboise, prin intermediul căruia se trece trei sferturi de leghe sub pământ, a fost prost construit inițial și bolta lasă să cadă câteva pietre de la o înălțime mare și ar putea risca să ucidă pe cei care nu vor să plătească 16 franci sau cel puțin 13 franci, fiind în vagoanele descoperite (vagoanele de clasa a treia)... Când convoiul ajunge la Bonnières de o parte sau la Rolleboise de cealaltă, se oprește și se face trecerea pasagerilor din clasa a treia în vagoanele acoperite... O, umanitate! După aceea, sunt îndemnați să se întoarcă la locurile lor, unde nu vor mai fi expuși decât la ploaie, vânt, scântei de la locomotive și pleurezii.”
Uzina Singer (companie americană de mașini de cusut) a fost construită în 1934. Această fabrică se număra printre primele întreprinderi cu vocație mondială la acea vreme. A oferit multor persoane din regiune posibilitatea de a lucra acolo. A fost închisă în 1989.
În timpul ocupației Franței de către Germania, exista în comună un lagăr de antrenament care era folosit de trupele de represiune germane.

## Populația și societatea

### Date demografice
Evoluția numărului de locuitori este cunoscută prin recensămintele populației efectuate în comuna respectivă începând din 1793. Pentru comunele cu mai puțin de 10.000 de locuitori, un recensământ complet al populației este realizat la fiecare cinci ani, în timp ce populațiile legale ale anilor intermediari sunt estimate prin interpolare sau extrapolare. Pentru această comună, primul recensământ exhaustiv în cadrul noului dispozitiv a fost efectuat în 2005.
În 2021, comuna avea 5.038 de locuitori, în creștere cu 9,98% față de 2015 (Yvelines: +2,04%, Franța fără Mayotte: +1,84%).
| An        | 1793 | 1821 | 1841 | 1856 | 1872 | 1886 | 1901 | 1921 | 1936 | 1962 | 1982 | 2005 | 2015 | 2021 |
| --------- | ---- | ---- | ---- | ---- | ---- | ---- | ---- | ---- | ---- | ---- | ---- | ---- | ---- | ---- |
| Populație | 706  | 743  | 756  | 714  | 839  | 986  | 1155 | 1432 | 1594 | 2250 | 3253 | 4059 | 4581 | 5038 |

## Economie
- Zonă industrială: situată pe malul râului Sena (port fluvial), între fluviu și calea ferată, a jucat un rol important în dezvoltarea orașului. Aici se găsesc în special:
  - Iton Seine, oțelărie electrică și laminor, filială a siderurgistului italian Riva[31];
  - Silozurile Bonnières SA (silozuri pentru cereale), deținute de SCAEL.

## Cultura și patrimoniul local

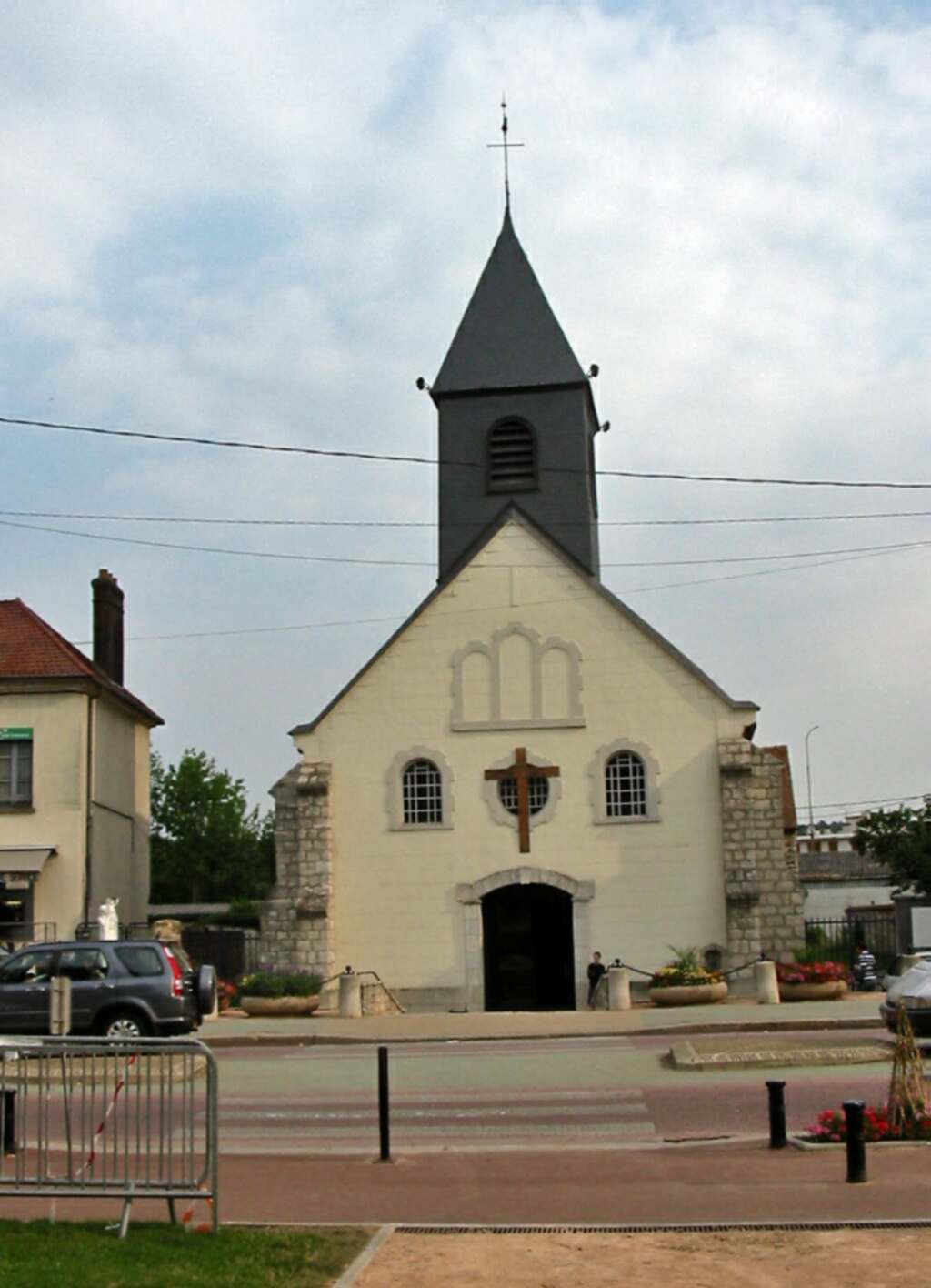
Biserica.

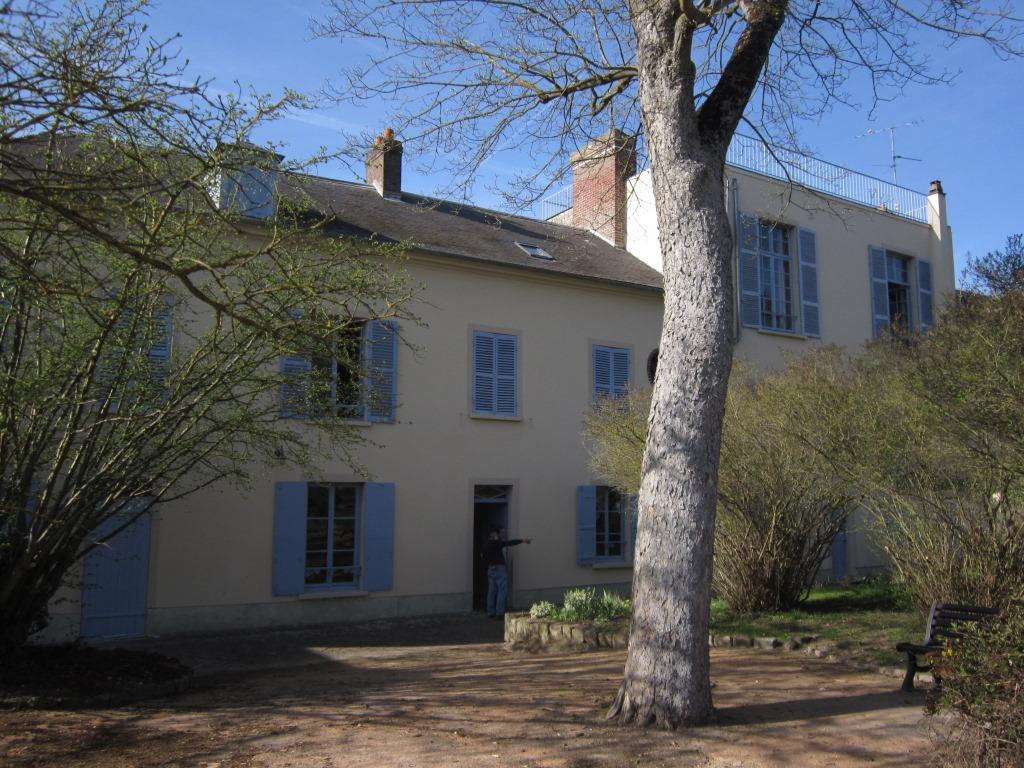
Proprietatea lui Marcel Sembat.

### Patrimoniul arhitectural
- Biserica Notre-Dame-de-la-Nativité

Fosta capelă a Fecioarei Maria din Bonnières, a fost sfințită la 4 ianuarie 1740. Construcția din piatră și tencuială albă a fost finalizată la 2 ianuarie 1740, datorită în special donațiilor episcopului din Chartres și a ducelui de La Rochefoucauld. Turnul pătrat acoperit cu ardezie a fost finalizat în 1753. În 1763, a fost adăugat un lambriu înalt în cor, care a fost decorat în 1924 cu picturi decorative. Vitraliile originale au dispărut complet în timpul bombardamentelor aliate din primăvara anului 1944.
Noi vitralii figurative, pe tema celor douăzeci de mistere ale vieții lui Isus, ale Mariei și a celor patru rozare, au fost instalate începând din august 2004. Conceptul lor a fost realizat de un călugăr de la prioratul Chérence (Val-d'Oise).
- Arcadele castelului Beuron

Acestea sunt vestigii ale fațadei castelului Beuron, care a fost construit pe teritoriul actual al comunei Perdreauville și care a aparținut lui Maximilien de Béthune, duce de Sully. Primăria a instalat, în 1975, aceste trei arcade în grădina publică în fața bisericii.
- Proprietatea lui Marcel Sembat și Georgette Agutte

Aflată într-un parc de 6.805 m², a fost achiziționată de primărie, care dorea să o restaureze și să instaleze acolo echipamente culturale.
- Mormântul din Bonnières-sur-Seine

Mormântul datat din neolitic, descoperit în mai 1950, a fost clasificat ca monument istoric din 1951; nu este deschis publicului, dar este accesibil prin interiorul centrului cultural Louis-Jouvet.
- Turnul pătrat din Mesnil-Regnard (ruine)

Vestigii ale unei construcții fortificate la sud-vest de Bonnières, la 105 m altitudine.

### Patrimoniul literar
Gara din Bonnières-sur-Seine este destul de veche și este adesea menționată în literatura franceză deoarece face parte din axa feroviară Paris-Le Havre și Paris-Rouen. Astfel, personajul Séverine din „La Bête Humaine” de Émile Zola își petrece ceva timp acolo, iar sfârșitul tunelului de la Rolleboise este menționat în mod regulat în această operă. Acesta din urmă este, de asemenea, menționat în „Les Misérables” de Victor Hugo.

### Patrimoniul natural
În 1959, administrația locală a achiziționat pădurea Houssaye, situată în sud-estul comunei. Această pădure, cu o suprafață totală de 95 de hectare, este gestionată de ONF. Ea a pierdut 11 hectare în 1965 pentru a face loc autostrăzii A13, care o traversează, în centrul său, tăind-o fizic în două părți.

### Personalități
- Georgette Agutte (1867-1922), artistă pictoriță și sculptoriță, soția lui Marcel Sembat (deputat socialist, ministrul Muncii), s-a sinucis în ziua morții acestuia. Avea atelierul său în Bonnières. Este înmormântată în cimitirul comunal.
- Jacques Carlu (1890-1976), arhitect născut în Bonnières, este în special autorul Palatul Chaillot și al Palatului NATO din Paris.
- Jean Carlu (1900-1997), desenator publicitar și creator de afișe, fratele lui Jacques Carlu, s-a născut, de asemenea, în Bonnières.

### Heraldică
|  | Bonnières-sur-Seine - Blazonul Bonnières-sur-Seine este următorul: azur cu o fascie de aur, încărcată cu trei frunze în cinci foi, însoțită de trei crucițe de aur. |

## Înfrățiri
- Belgia – Thy-le-Château din 1972, fosta comună care s-a unit cu alte comune pentru a forma orașul Walcourt, în urma unei fuziuni a comunelor în 1977.